# Latiromitra crosnieri
Latiromitra crosnieri is een slakkensoort uit de familie van de Ptychatractidae. De wetenschappelijke naam van de soort is voor het eerst geldig gepubliceerd in 2000 door Bouchet & Kantor.